# Antonio Pigafetta

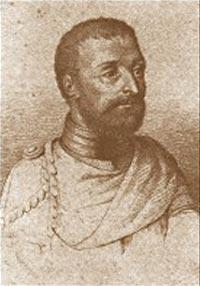
Antonio Pigafetta

Antonio Pigafetta (ur. ok. 1491 w Wenecji, zm. po 1534) – podróżnik, mieszkaniec Republiki Weneckiej. 
Pigafetta urodził się w bogatej rodzinie i studiował astronomię, geografię oraz kartografię. Z nuncjuszem apostolskim Franceskiem Chieregatim przed 1519 udał się do Hiszpanii. W Sewilli dowiedział się o planowanej wyprawie Ferdynanda Magellana i po zapłaceniu sporej sumy (1000 maravedí) dostał się na pokład jednego ze statków. 20 września 1519 Magellan wyruszył z 270 członkami załogi.
6 września 1522, po opłynięciu kuli ziemskiej, do Hiszpanii wróciło zaledwie 18 ludzi. Wśród nich znajdował się Pigafetta. W czasie podróży prowadził dziennik, w którym opisał m.in. śmierć Magellana. Stał się on podstawą relacji spisanej po powrocie do ojczyzny, zatytułowanej Relazione del Primo Viaggio Intorno Al Mondo (Relacja z wyprawy Magellana dookoła świata). Jej fragmenty zostały opublikowane w 1525 w Paryżu, w całości wydano ją dopiero pod koniec XVIII wieku. Nie zachował się oryginalny manuskrypt tekstu. Pigafetta sporządził także mapy, są jednak niedokładne. 
Upamiętniony został w nazwie rodzaju roślin – pigafetta Pigafetta – z rodziny arekowatych (palm). Jego imieniem nazwano też włoski niszczyciel sprzed II wojny światowej „Antonio Pigafetta”.